# Église Saint-Symphorien de Trévoux
L'église Saint-Symphorien de Trévoux est une église du XXe siècle située à Trévoux. Elle a été conçue par les architectes Louis Antoine Bresson et Tony Bourbon.

## Description
Les plans de l’église Saint-Syrnphorien, construite à partir de 1899 et inaugurée en 1904, ont été fournis par les architectes L.-A. Bresson et A. Bourbon, qui ont d’autre part collaboré avec P.-M. Bossan, architecte de la basilique de Fourvière à Lyon et de Lalouvesc en Ardèche.
Les contraintes liées au terrain ne permettent sans doute pas d’orienter l’église — le chevet est tourné vers l’ouest — et, de plus, nécessitent l’établissement d’une crypte haute pour asseoir le chœur. Ces difﬁcultés augmentent le coût et la durée des travaux, ce qui empêche l’édiﬁcation du clocher prévu en façade. Un clocher en bois, provisoire, subsiste encore dans le jardin du presbytère.
De style néo-roman, cet édiﬁce se dresse à l’emplacement même de l’ancienne église. On a pu envisager le remplacement de celle-ci vers 1890, en partie grâce aux efforts consentis par le diocèse de Belley pour « rebâtir les lieux de culte et réveiller la ferveur religieuse ».

### Extérieur

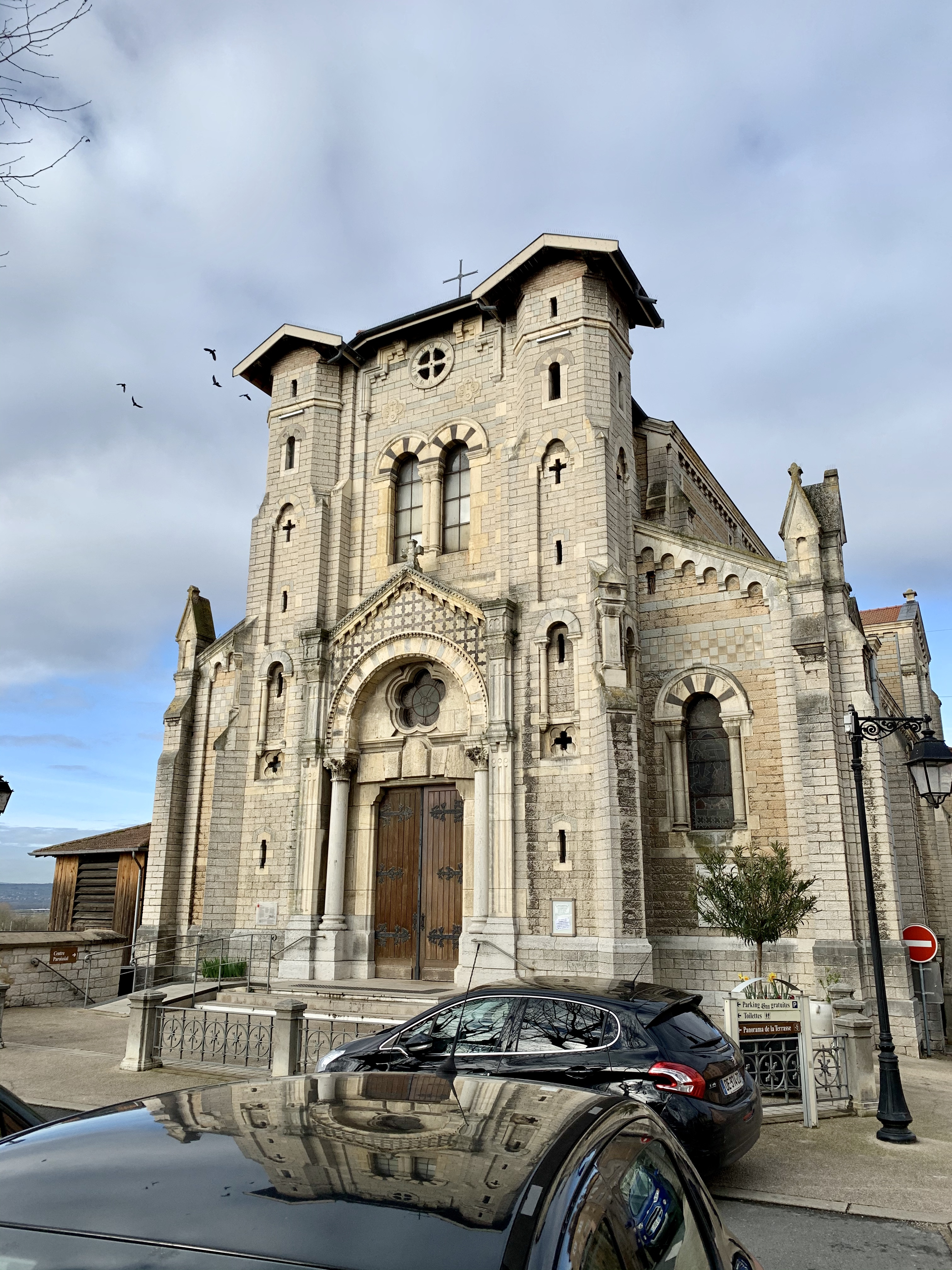
Facade Est de l'édifice

### Plan
Conçue selon un plan en croix latine, elle est de style néo-roman.

### Intérieur
Plus de cinquante éléments de mobiliers sont inscrits à la base Palissy. Auguste Morisot a effectué des travaux de vitraux pour l'église.